# Confinament magnètic
El  confinament magnètic  consisteix a contenir material en estat de plasma dins d'una ampolla magnètica, és a dir, dins d'un camp magnètic al qual li hem donat una forma determinada perquè les partícules positives o negatives que componen el nostre plasma es quedin dins d'aquesta ampolla.
Això s'aconsegueix gràcies a la força de Lorentz, que ens diu que una partícula carregada que es mou dins d'un camp magnètic experimenta una força perpendicular al vector del camp magnètic i al vector desplaçament, de manera que aconseguim que la partícula no abandoni el camp.
L'estat de plasma és un estat d'agregació de la matèria en què l'agitació tèrmica és capaç de vèncer l'atracció elèctrica que pateixen els electrons pels nuclis atòmics.
El confinament magnètic és útil perquè ens permet escalfar matèria a temperatures on cap recipient material es mantindria en estat sòlid.
Aquest fenomen també es troba en la naturalesa en els anomenats cinturons de Van Allen que protegeixen la Terra del vent solar.